# El Vendrell
El Vendrell è un comune spagnolo di 36 568 abitanti situato nella comunità autonoma della Catalogna. Si trova a 70 chilometri da Barcellona e a 34 da Tarragona.
È una località marina della Costa Daurada nella provincia di Tarragona, capitale della comarca del Baix Penedès, la terra dove, dicevano i Romani, c'è sempre primavera, piccolo territorio di aspri colli dediti all'agricoltura di viti, olivi e mandorli e di belle spiagge che, con le molte moderne stazioni balneari, producono ricchezza per la zona.
È famosa per avere dato i natali a Pablo Casals (o Pau Casals) (1876-1973) celeberrimo violoncellista qui nato e qui sepolto.
La zona fu abitata dagli Iberi e poi dai Romani che vi si insediarono nel 197 a.C. e divenne un centro importante perché si trovò ad essere un nodo stradale sulla Via Augusta, la strada romana che univa Narbona a Tarragona.
Resti di quell'epoca sono conservati nel Museu Arqueologico della città, la cui economia si basa sul turismo e sul commercio del Penedès, vino spumante che si produce nelle sue cantine.

## Luoghi di interesse
Il patrimonio artistico è costituito dalla Iglesia de Sant Salvador rinascimentale-barocca, dall'Arc de Berà,  arco di trionfo romano eretto nel II secolo da Lucio Sergio Sura, generale di Traiano, la Ermita de San Salvador di stile romanico. 
Interessanti il Barrio Maritimo de Coma Ruga, moderno insediamento balneare con un attivo porto turistico e il Barrio de Sant Salvador, altro centro balneare recentemente impiantato. Qui si trova la casa-museo di Pablo Casals. La casa fu voluta da Casals e costruita nel 1909 sulla spiaggia rimodernata nel 1931-36 con una sala di musica, il giardino e la veranda vetrata che si affaccia sul mare. Disse che questa casa era "l'espressione e la sintesi della sua vita come catalano e come artista". Vi abitò nelle pause delle sue tournée per il mondo fino al 1939 perché dopo, essendo in disaccordo col dittatore Francisco Franco, fu costretto all'esilio e non ritornò in Catalogna perché Franco morì dopo di lui. Morì a Porto Rico e le sue spoglie, dopo che anche Franco morì, furono qui trasportate e sepolte. Di fronte alla casa, il cimitero della città con la sua tomba, poco distanti l'Auditorium Pau Casals, l'Antiguo Hospital de San Salvador e la Plaza Nueva  con begli esempi di architettura del Novecento. 

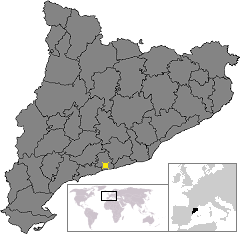
Localizzazione di El Vendrell

## Feste e manifestazioni
Fra le feste da menzionare ci sono quelle di carnevale con sfilate di carri e comparse, le Festes locali d'Estiu dei diversi quartieri durante l'estate, la Festa Mayor del vendrell. Inoltre la Fira de Santa Teresa fiera-mercato dell'alimentazione, dell'automazione e della gastronomia che si svolge in ottobre.
Importante è il Festival Internacional de Musica Pau Casals, annuale, iniziato nel 1980.

## Dintorni
Nei dintorni il cosiddetto "Ponte del Diavolo", ponte dell'acquedotto romano sulla vallata, i piccoli ma attrezzati e frequentati centri balneari di Calafell ai piedi delle rovine di un castello medievale, Cuna, Creixell con un castello medievale, Torredembarra col castello del XII secolo, Altafulla con un quartiere arabo medievale e la  Torre dels Excipions, monumento funerario del II secolo con influssi orientali. 

## Amministrazione

### Gemellaggi
- Utrera
- Sabaudia
- Lavaur (Tarn)